# Lignariella
Lignariella es un género de fanerógamas perteneciente a la familia Brassicaceae. Comprende seis especies. 
Está considerado un sinónimo del género Aphragmus Andrz. ex DC.

## Especies
| - Lignariella duthiei - Lignariella hinkuensis - Lignariella hobsoni | - Lignariella obscura - Lignariella ohbana - Lignariella serpens |